# Abschied. Brechts letzter Sommer
Abschied. Brechts letzter Sommer ist ein deutscher Spielfilm aus dem Jahr 2000, der die letzten Stunden des Lebens von Bertolt Brecht thematisiert.

## Handlung
Der Film spielt im Sommer 1956 in der DDR. Bertolt Brecht verbringt diesen Sommer in seinem Sommerhaus in Brandenburg in dem Örtchen Buckow. Es ist der letzte Ferientag, bevor Brecht wieder nach Berlin zurückmuss, um die neue Theatersaison des Berliner Ensembles vorzubereiten. In seinem Sommerhaus sind sämtliche wichtigen Frauen aus seinem Leben zusammengekommen: seine Ehefrau Helene Weigel und die gemeinsame Tochter Barbara, die ehemalige Geliebte Ruth Berlau und seine aktuelle Geliebte Käthe Reichel.
Außerdem ist da noch das junge Paar Isot Kilian und Wolfgang Harich. Auch Isot Kilian ist nicht vor den Annäherungen des Theaterpatriarchen gefeit. Der Garten grenzt an einen kleinen See, dort wird geschwommen. Die Gruppe plaudert, isst und trinkt, philosophiert über die Kunst, die Politik und über den Sinn des Lebens. Dies wird beobachtet von der Staatssicherheit, die den Staatskritiker Wolfgang Harich inhaftieren will. Helene Weigel kann sie davon abhalten.
Über all dem liegt die Melancholie des Abschieds. Brecht stirbt vier Tage später in seiner Wohnung in Berlin.

## Hintergrund
Der Film wurde im Sommer 1999 in der polnischen Stadt Szczecinek gedreht. Die Uraufführung des Films fand am 14. Mai 2000 während der Internationalen Filmfestspiele von Cannes 2000 innerhalb der Sektion Un Certain Regard statt. In die deutschen Kinos kam der Film am 14. September 2000.

## Kritiken
„Jan Schütte hatte bei der Besetzung die geradezu geniale Idee, Sepp Bierbichler den Brecht spielen zu lassen. Auf den ersten Blick sieht er zu massiv aus, seine körperliche Präsenz wirkt stärker als die intellektuelle: Aber gerade damit wird die Widersprüchlichkeit dieses Mannes noch gravierender, lässt seine Krankheit ihn stets etwas eingebildet und allürenhaft aussehen – und macht es der Umgebung leichter, Brechts Gesundheitszustand zu ignorieren. Bierbichlers optische Unähnlichkeit bewahrt den Film zudem vor jenem Imitations-Effekt, der so viele ‚biopics‘ unterschwellig immer ein wenig zum Kuriosum macht.“

„Eine von einem hervorragenden Hauptdarsteller getragene Zustandsbeschreibung mit theatralischen Dialogen, die letztlich weder als Dichterporträt noch als Studie über lebenslange Liebe überzeugt.“